# Ipomoea hederifolia
Ipomoea hederifolia ist eine Pflanzenart aus der Gattung der Prunkwinden (Ipomoea) aus der Familie der Windengewächse (Convolvulaceae). Die Art ist in Amerika verbreitet, aber auch in anderen tropischen Gebieten eingeschleppt.

## Beschreibung
Ipomoea hederifolia ist eine schlanke, krautige, einjährige Kletterpflanze, die unbehaart oder nur spärlich behaart ist. Die Blattspreiten sind eiförmig bis nahezu kreisförmig und 2 bis 15 cm lang; sie können ganzrandig, gezähnt, dreigelappt oder selten auch fünf- oder siebenlappig sein. Die Basis ist herzförmig, nach vorn sind sie spitz bis zugespitzt.
Die Blütenstände sind wenige bis mehrere Blüten umfassende Zymen oder Einzelblüten. Die Kelchblätter sind langgestreckt bis elliptisch, 1,5 bis 3 mm lang und abgestumpft oder abgeschnitten. Die äußeren Kelchblätter sind mit einer 1,6 bis 6 mm langen Granne besetzt. Die Krone ist rot oder rot-gelb gefärbt und 2,5 bis 4,5 mm lang. Die Kronröhre hat einen Durchmesser von 1 bis 2 mm, der Kronsaum von 1,8 bis 2,5 cm.
Die Früchte sind nahezu kugelförmige, 6 bis 8 mm durchmessende Kapseln. Die Samen sind dunkelbraun oder schwarz, birnenförmig und weisen meist zwei Linien kurzer, dunkler Trichome auf der Rückseite auf.
Die Chromosomenzahl beträgt 2n = 28.

## Verbreitung
Die Art ist von den südlichen Vereinigten Staaten über Mexiko und Mittelamerika bis nach Südamerika sowie auch auf den Westindischen Inseln verbreitet. Ihre Heimat ist das tropische und subtropische Amerika. Darüber hinaus ist sie weltweit in vielen Ländern ein Neophyt.